# 瘦巫螳属
瘦巫螳属（学名：Leptosibylla）为花螳科的一个属。

## 下属物种
本属包括以下物种：
- 纤细瘦巫螳 Leptosibylla gracilis Roy, 1996